# Color of Night
Color of Night is een Amerikaanse misdaadthriller uit 1994 met in de hoofdrol Bruce Willis. De film ontving erg slechte recensies en leed een enorm verlies toen het uitkwam in bioscopen. Het was gemaakt met een budget van 40 miljoen dollar maar wist maar de helft daarvan binnen te halen. De film won de Razzie voor slechtste film.

## Rolverdeling
| Acteur            | Personage              |
| ----------------- | ---------------------- |
| Bruce Willis      | Dr. Bill Capa          |
| Jane March        | Rose/Richie/Bonnie     |
| Rubén Blades      | Lt. Hector Martinez    |
| Lesley Ann Warren | Sondra Dorio           |
| Scott Bakula      | Dr. Robert "Bob" Moore |
| Brad Dourif       | Clark                  |
| Lance Henriksen   | Buck                   |
| Kevin J. O'Connor | Casey Heinz            |